# Pont de Jessaint de Châlons-en-Champagne
Pour les articles homonymes, voir Jessaint.
Le Pont de Jessaint est situé à Châlons-en-Champagne, il passe au-dessus du Mau.

## Historique
Au XVe siècle, le pont des Augustins franchissait le Mau pour rejoindre le couvent du même nom (aujourd’hui à l’emplacement de cours d’Ormesson). L’ouvrage fut réparé en 1459, le conseil de la ville participa aux travaux à hauteur de cent sols (environ 400 €), mais s’écroula en 1552. A la demande des Augustins et afin que les  paroissiens puissent se rendre à l’église, un nouveau pont fut érigé au même endroit. Il prit le nom de pont de la Monnaie (ou Monnaye), du fait de la proximité de l’atelier monétaire, jusqu’à sa démolition en 1768.

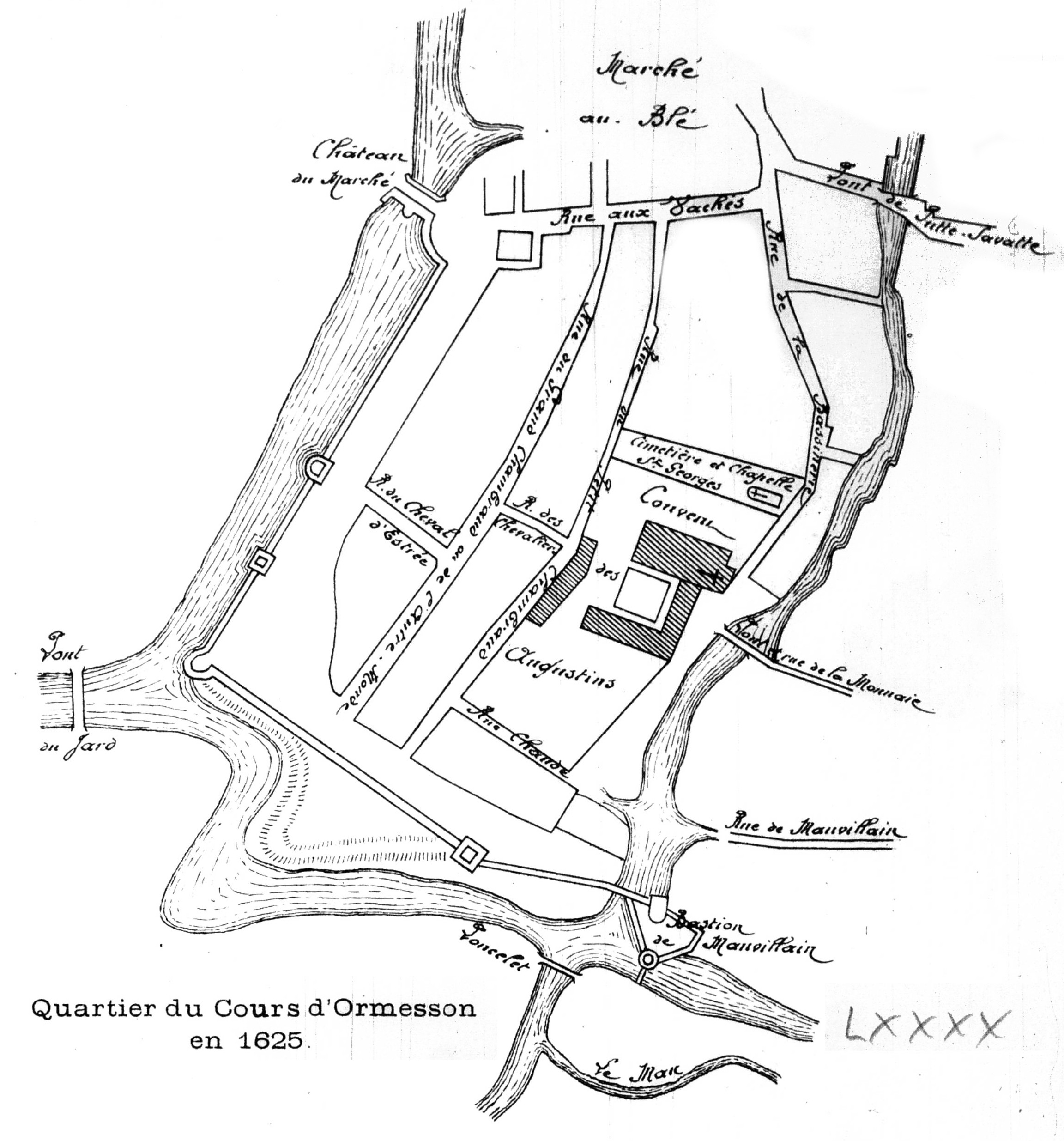
Le pont et la rue de la Monnaie, face au couvent des Augustins

Après la construction de l’Hôtel des Intendants (1759-1764), il fut décidé de supprimer la rue de la monnaie et son pont. De ce fait, les rues Saint-Croix et de la Bassinerie ne communiquaient plus. Vers 1806, il fut décidé de créer une nouvelle voie, longeant l’Hôtel des Intendants (aujourd’hui la Préfecture) pour y remédier, et d’y rétablir le pont. Celle-ci empiétant sur la parcelle du couvent de Saint-Marie (aujourd’hui le Conseil Général de la Marne), elle en prit le nom, ainsi que le nouvel ouvrage en pierre.
Trois ans après le décès de l’ancien Préfet de la Marne, Claude-Laurent Bourgeois de Jessaint, la rue et le pont prennent son nom. Au fil des années, l’ouvrage a été modifié et élargit par un encorbellement en poutres métalliques. En 2018, celles-ci sont rongées par la rouille et des travaux de réfection sont nécessaires. Les parties endommagées sont déposées et remplacées par des dalles béton,.

## Galerie de photographies

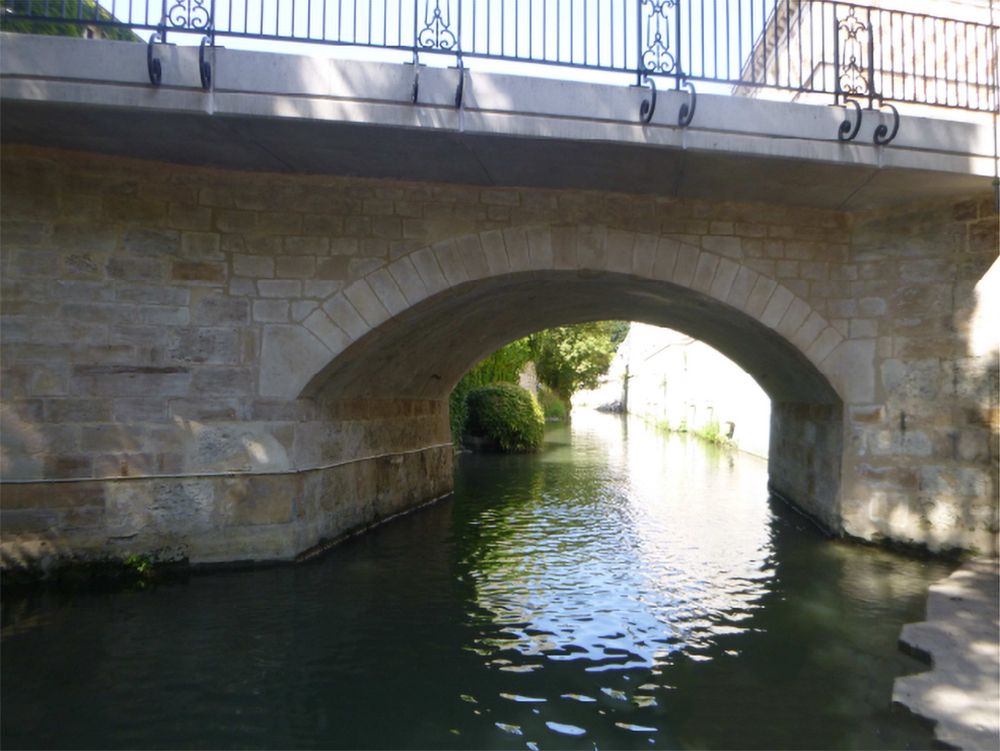
Le pont de Jessaint après les travaux de réfection